# TransPennine Express
TransPennine Express, abgekürzt TPE, ist die Marke der TransPennine Trains Limited. Sie ist eine britische Eisenbahngesellschaft und ein Tochterunternehmen der staatlichen DfT Operator. Vom 1. April 2016 bis 28. Mai 2023 war das Franchise an die  FirstGroup vergeben. Sie betreibt InterCity-Dienste innerhalb Nordenglands und von dort aus nach Schottland. Namensgebend ist das Mittelgebirge Pennines, das von vielen Verbindungen tangiert wird. Das Netzwerk von TransPennine Express bedient die Städte Liverpool, Manchester, Leeds, Newcastle, Glasgow und Edinburgh.
Am 11. Mai 2023 wurde seitens des Verkehrsministeriums bekanntgegeben, dass der Konzessionsvertrag, welcher dem Betrieb von TransPennine Express zugrunde liegt, aufgrund zahlreicher Zugausfälle und Betriebsstörungen zum 28. Mai 2023 nicht erneuert wird. Bis zur Neuvergabe des Netzes wird das Netz von Verkehrsministerium direkt betrieben.

## Rollmaterial
| Vorhandene Fahrzeuge       |                                                               |                           |           |        |          |          |            |
| Baureihe                   | Bild                                                          | Typ                       | Baujahr   | Anzahl | Leistung | V/max    | Sitzplätze |
| 185 Siemens Desiro UK      |                                                               | Triebwagen (Diesel)       | 2005–2006 | 51     | 1.683 kW | 160 km/h | 169        |
| 185 Siemens Desiro UK      |                                                               |                           |           |        |          |          |            |
| 350 Siemens Desiro UK      |                                                               | Triebwagen (Elektro)      | 2013–2014 | 10     | 1.500 kW | 180 km/h | 210        |
| 350 Siemens Desiro UK      | TPE Class 350-4 w-pantograph                                  |                           |           |        |          |          |            |
| 397 CAF Civity Nova 2      | Transpennine Express 397003 at Wigan North Western April 2019 | Triebwagen (Elektro)      | 2017–2019 | 12     |          | 200 km/h | 286        |
| 397 CAF Civity Nova 2      | Transpennine Express 397003 at Wigan North Western April 2019 | TPE Class 397 w-pantgraph |           |        |          |          |            |
| 802 Hitachi A-Train Nova 1 | Nova 1 in London Kings Cross 20.02.19                         | Triebwagen (Zweikraft)    | 2017–2019 | 19     |          | 200 km/h | 342        |
| 802 Hitachi A-Train Nova 1 | Nova 1 in London Kings Cross 20.02.19                         | TPE Baureihe 802 2        |           |        |          |          |            |

| ehemals eingesetzte Fahrzeuge       | ehemals eingesetzte Fahrzeuge                                  | ehemals eingesetzte Fahrzeuge | ehemals eingesetzte Fahrzeuge | ehemals eingesetzte Fahrzeuge | ehemals eingesetzte Fahrzeuge | ehemals eingesetzte Fahrzeuge | ehemals eingesetzte Fahrzeuge | ehemals eingesetzte Fahrzeuge |
| Baureihe                            | Bild                                                           | Typ                           | Baujahr                       | Einsatzzeitraum               | Anzahl                        | Leistung                      | V/max                         | Sitzplätze                    |
| ----------------------------------- | -------------------------------------------------------------- | ----------------------------- | ----------------------------- | ----------------------------- | ----------------------------- | ----------------------------- | ----------------------------- | ----------------------------- |
| 68 mit Mark 5A-Reisezugwagen Nova 3 | TransPennine Express 68019 Brutus bei Gresty Bridge, Juli 2018 | Diesellokomotive              | 2013–2017                     | 2019–2023                     | 14 Loks 66 Wagen              | 2.800 kW                      | 160 km/h                      | 291                           |
| 68 mit Mark 5A-Reisezugwagen Nova 3 | TransPennine Express 68019 Brutus bei Gresty Bridge, Juli 2018 | TPE Nova 3                    |                               |                               |                               |                               |                               |                               |

## Streckennetz
First TransPennine Express bietet derzeit 17 (Teil-)Routen an, die auf drei Hauptstrecken gebündelt sind bzw. von diesen abzweigen:
- North TransPennine von Newcastle über York, Leeds und Manchester Piccadilly nach Liverpool Lime Street
 mit Abzweigungen u. a. von Middlesbrough und Hull
- South TransPennine von Cleethorpes über Doncaster, Sheffield und Manchester Picadilly zum Flughafen Manchester
- TransPennine North West von Edinburgh über Carlisle, Lancaster und Manchester Picadilly zum Flughafen Manchester
 mit Abzweigungen u. a. von Glasgow und Blackpool